# Franco Lavoratori

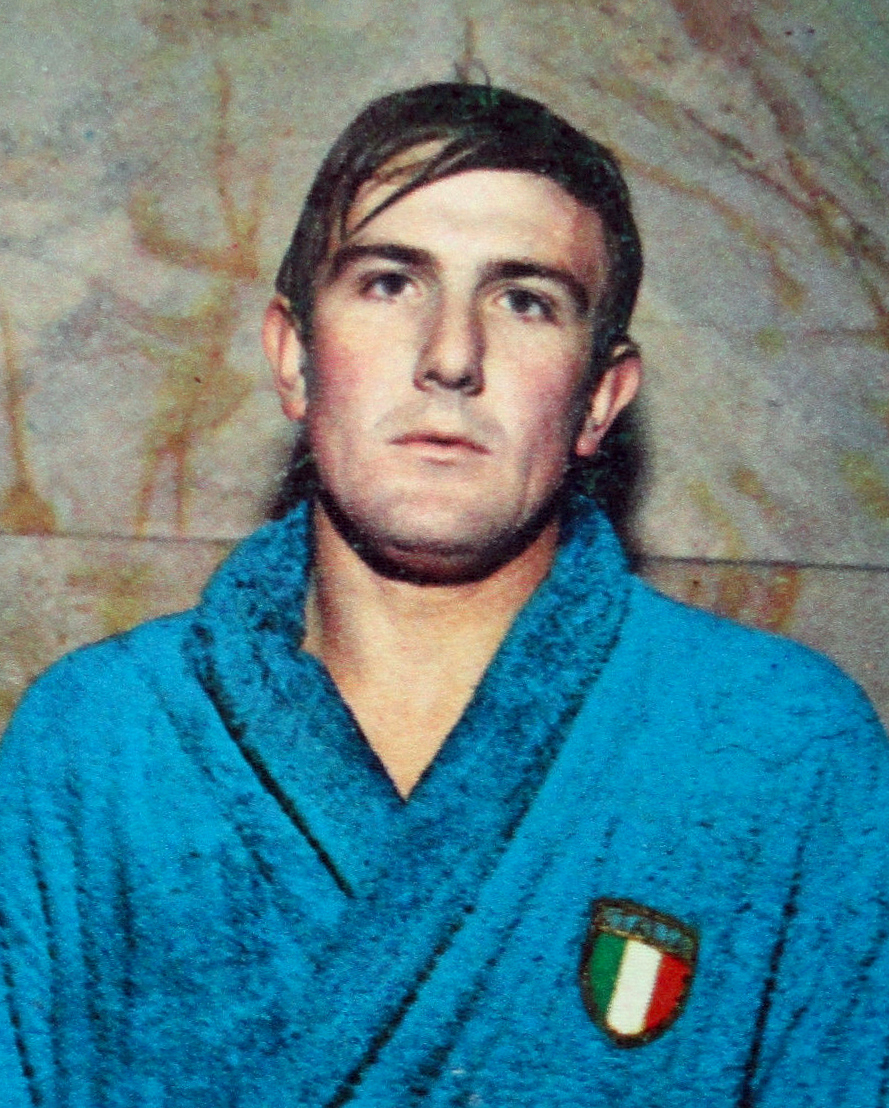

Franco Lavoratori, född 15 mars 1941 i Recco, död 3 maj 2006 i Genua, var en italiensk vattenpolospelare. Han spelade i Italiens herrlandslag i vattenpolo i fyra OS. I Rom blev det guld, i Tokyo en fjärdeplats, i Mexico City ytterligare en fjärdeplats och i München en sjätteplats. I OS-turneringen 1960 gjorde Lavoratori fyra mål, i OS-turneringen 1968 sex mål och slutligen tre mål i OS-turneringen 1972.
Med klubblaget Pro Recco vann Lavoratori Europacupen i vattenpolo 1965.